# Ptochophyle anisocosma
Ptochophyle anisocosma là một loài bướm đêm trong họ Geometridae.